# 갈라테아 벨루지
갈라테아 벨루지(Galatéa Bellugi, 1997년 ~ )는 프랑스의 배우이다.